# Unpacking
《Unpacking》是Witch Beamd開發，由Humble Bundle發行的益智電子遊戲，於Microsoft Windows、macOS、Linux、Nintendo Switch、Xbox One、PlayStation 4、PlayStation 5運行，遊戲一經推出便獲得好評。

## 遊戲機制
在《Unpacking》中，玩家的任務是在日常生活的情境中，將主角的各種物品從箱中取出，擺放到新家的房間裡，藉此打造一個居住空間，並透過主角的物品和她的住家來了解她的背景故事。遊戲的每個階段以該段情節發生的年代命名，包括1997、2004、2007、2010、2012、2013、2015和2018年。
《Unpacking》的畫面是高解析像素風格，並有超過一萬四千種音效，每件物品都有多種拾取和放置音效。遊戲共由八個階段、一共35個房間組成。

## 開發

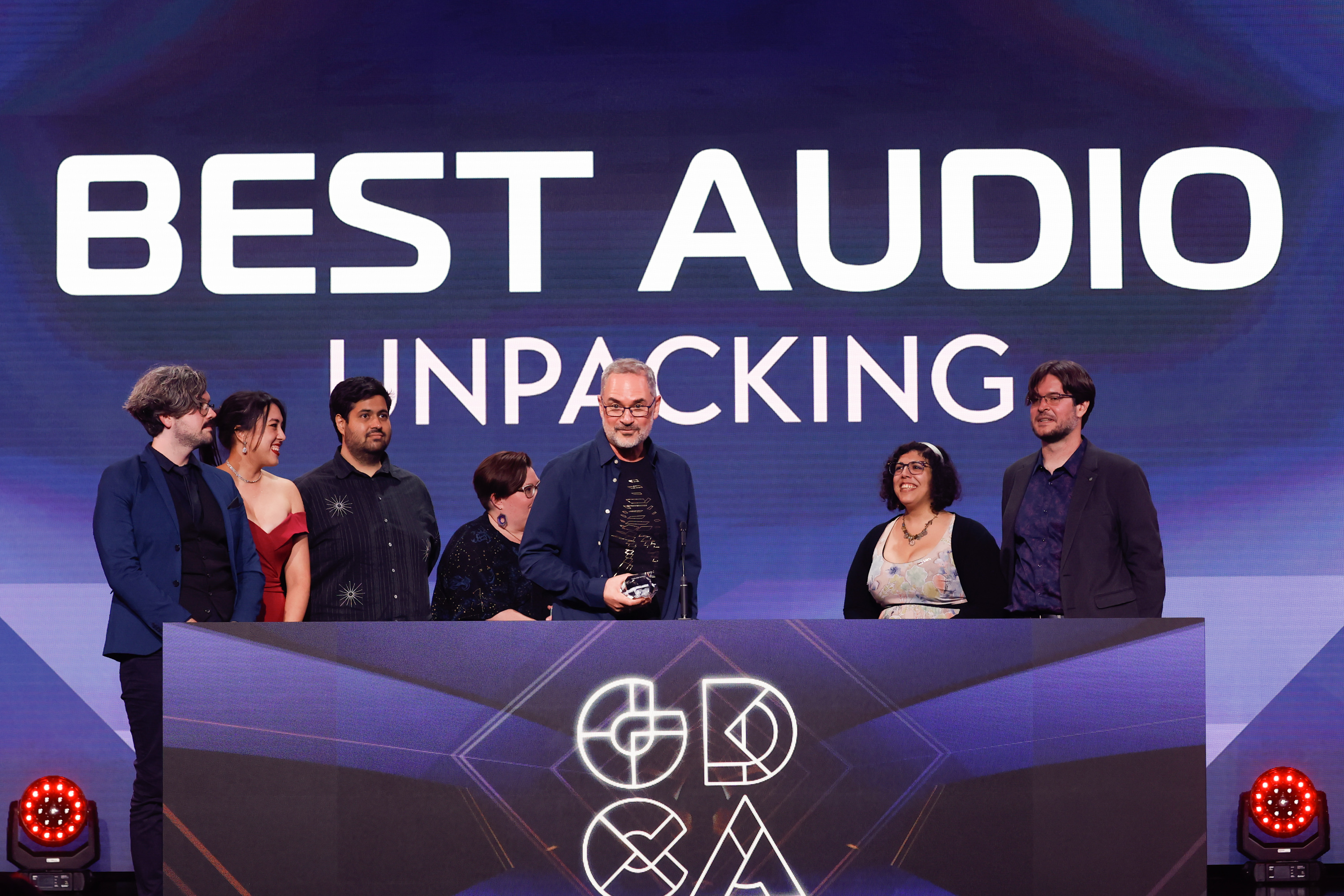
《Unpacking》開發團隊於第22屆遊戲開發者選擇獎中獲得最佳音效獎。

《Unpacking》由澳大利亞布里斯本的獨立遊戲工作室Witch Beamd開發，該工作室成立於2013年，並在2015年發表射擊遊戲《卡圖斯 進擊的機器人》。《Unpacking》的概念最初由工作室的遊戲總監雷恩·布萊爾（Wren Brier）提出，當時她正在和她的丈夫、亦為工作室創辦人提姆·道森（Tim Dawson）一起搬家，並打開了未貼標籤、也不清楚裡面放了什麼東西的箱子，並認為這種體驗可以改編成電子遊戲。兩人參與瑞典Stugan加速器計畫，並在2019年初進入製作階段。該團隊投入大量時間來開發《Unpacking》的輔助功能，《Unpacking》中幾乎沒有文字，遊戲過程也很靜謐，團隊希望有閱讀障礙或理解障礙的人也可以享受遊戲樂趣。雖然沒有文字，但團隊認為可以透過角色的物品和財產來顯現出角色的背景故事。
隨著《卡圖斯 進擊的機器人》的成功，Witch Beam也籌到更多資金並結識許多潛在投資人，玩家對遊戲前期釋出的宣傳影片也給予很好的評價。然而遊戲的規模並未因此而更動。Witch Beam最終和獨立遊戲開發商Humble Games簽約，並保有對遊戲的創意控制權和品牌所有權。雖然Witch Beam也負責經營大多數該遊戲的社交媒體管道，但團隊也聘請了《Among Us》的社群管理員來協助營運《Unpacking》的Discord頻道和TikTok帳號。團隊原本預計的開發時間是一年半，但實際製作時間要長得多。《Unpacking》在2021年11月2日發布，適用於個人電腦、任天堂Switch和Xbox One.，而適用於PlayStation 4和PlayStation 5的版本於2022年發布，實體版由Limited Run Games製作，也將於2022年發行。

## 迴響

### 評論
《Unpacking》在評論整合網站Metacritic的評價是「普遍好評」，並在Rock Paper Shotgun、GameSpot、Eurogamer、Nintendo Life、IGN、Kotaku、TouchArcade都獲得正面評價。在發行後十日內，全平台銷售量總計超過10萬份。GamesRadar+稱讚它創新的敘事手法，並因為親和性而獲得「我可以玩這個嗎？」獎。該遊戲還被《同戲雜誌》提名為2022年年度最佳遊戲，並獲得最佳LGBTQ獨立遊戲和寫實表現獎。
《Unpacking》被《紐約客》、《洛杉磯時報》、《富比士》、《金融時報》、《CNET》、《新音樂快遞》和《Polygon》評為2021年最佳電子遊戲之一。而《Eurogamer》將它列為2021年的年度最佳遊戲

### 獎項
| 年份 | 獎項                   | 類別                                                            | 結果 | 參考來源      |
| ---- | ---------------------- | --------------------------------------------------------------- | ---- | ------------- |
| 2021 | 澳大利亞遊戲開發者大獎 | 年度最佳遊戲（Game of the Year）                                | 獲獎 | [ 31 ]        |
| 2021 | 澳大利亞遊戲開發者大獎 | 最佳親和力（Excellence in Accessibility）                       | 獲獎 | [ 31 ]        |
| 2022 | 第25屆D.I.C.E.大獎     | 傑出獨立遊戲（Outstanding Achievement for an Independent Game） | 獲獎 | [ 32 ]        |
| 2022 | 遊戲開發者選擇獎       | 最佳音效（Best Audio）                                          | 獲獎 | [ 33 ] [ 34 ] |
| 2022 | 遊戲開發者選擇獎       | 創新獎（Innovation Award）                                      | 獲獎 | [ 33 ] [ 34 ] |
| 2022 | 遊戲開發者選擇獎       | 最佳敘事（Best Narrative）                                      | 提名 | [ 33 ] [ 34 ] |
| 2022 | 獨立遊戲節             | 塞尤瑪斯·麥克納利大獎                                           | 提名 | [ 35 ] [ 34 ] |
| 2022 | 獨立遊戲節             | 最佳敘事（Excellence in Narrative）                             | 提名 | [ 35 ] [ 34 ] |
| 2022 | 獨立遊戲節             | 最佳設計（Excellence in Design）                                | 提名 | [ 35 ] [ 34 ] |
| 2022 | 獨立遊戲節             | 最佳音效（Excellence in Audio）                                 | 提名 | [ 35 ] [ 34 ] |
| 2022 | 第18屆英國學院遊戲獎   | 闔家遊玩（Family Game）                                         | 提名 | [ 36 ]        |
| 2022 | 第18屆英國學院遊戲獎   | 敘事獎（Narrative）                                             | 獲獎 | [ 36 ]        |
| 2022 | 第18屆英國學院遊戲獎   | 原創獎（Original Property）                                     | 提名 | [ 36 ]        |
| 2022 | 第18屆英國學院遊戲獎   | 年度EE遊戲（EE Game of the Year）                               | 獲獎 | [ 36 ]        |
| 2022 | 2022年同戲獎           | 年度最佳遊戲（Game of the Year）                                | 提名 | [ 37 ]        |
| 2022 | 2022年同戲獎           | 最佳LGBTQ獨立遊戲（Best LGBTQ Indie Game）                      | 獲獎 | [ 37 ]        |
| 2022 | 2022年同戲獎           | 寫實表現獎（Authentic Representation Award）                    | 獲獎 | [ 37 ]        |

## 外部連結
- 官方网站